# Stella Simons
Stella (Estella Carolina) Simons (Amsterdam, 5 november 1888 – Wassenaar, 30 januari 1989) was een Nederlands advocate en feministe.

## Leven
Estella Carolina Simons was dochter van de jurist David Simons (1860-1930) en Marianne Wilhelmina van Raalte (1863-1947). 
Simons groeide op in een maatschappelijk betrokken, liberaal-joods gezin, aanvankelijk in Amsterdam, na 1897 in Utrecht. Ze ging na het gymnasium rechten studeren in Utrecht, waarin ze ook promoveerde.
In haar dissertatie behandelde ze de rechtstoestand van het natuurlijke kind en bepleitte dat ook buitenechtelijke kinderen een familierechtelijke betrekking met de vader zouden moeten krijgen. Voor dit in die tijd vooruitstrevende standpunt kreeg Simons weinig steun van juristen.
In 1914 werd Simons in Utrecht advocaat en procureur en had tussen 1934 en 1940 een zelfstandige praktijk. Ze was lange tijd de enige Utrechtse vrouwelijke advocaat. Sommigen, zoals haar vriendin Clara Wichmann, probeerden het, maar stopten er weer mee. Haar zaken betroffen vaak kinderbeschermingszaken, abortuskwesties en echtscheidingen, waarbij ze ernaar streefde dat vrouwen niet het slachtoffer werden.
Simons ondernam naast haar werk vele activiteiten op het gebied van kinderbescherming, armenzorg en feminisme. In 1917 trad ze toe tot de Vereniging voor Vrouwenkiesrecht en in 1923 volgde ze Magdalena Westerveld op als presidente van de Vereniging van vrouwen met hogere opleiding VVAO. Ze was vanaf 1914 lid van het hoofdbestuur van de Onderlinge Vrouwenbescherming, die zich inzette voor de belangen van ongehuwde moeders, in praktische zin, maar ook gericht op betere wetgeving.

## Na 1940
In mei 1942 zette de bezetter Simons met haar moeder uit huis. In 1943 kwamen zij samen op de ‘lijst-Frederiks’, met andere joden die vanwege hun betekenis voor het land beschermd dienden te worden. Ze werden aanvankelijk geïnterneerd op Kasteel De Schaffelaar in Barneveld, maar later vervoerd naar kamp Westerbork en in 1944 naar Theresienstadt, tot het eind van de oorlog.
In 1945 begon ze weer met haar werk als advocaat, vaak met Duits-joodse cliënten.
Buiten haar werk was ze maatschappelijk actief, behalve voor VVAO en de Onderlinge vrouwenbescherming, nu ook voor Pro Juventute en het Nederlands Genootschap voor Reclassering. In 1963 stopte Simons, inmiddels 75 jaar oud, met haar advocatenpraktijk. Simons overleed op 30 januari 1989 in Wassenaar, op 100-jarige leeftijd.

## Invloed en erkenning
Het werk van Simons heeft onder meer via voorstellen tot wetswijziging bijgedragen tot een herwaardering van de positie van de vrouw en het kind en in het bijzonder die van de ongehuwde moeder en natuurlijke kinderen.
Erkenning kreeg ze via haar erelidmaatschap (in 1934) van de UVSV en (in 1954) van de VVAO. Bovendien werd ze in 1958 benoemd tot Officier in de Orde van Oranje Nassau.

## Bron/link
- Biografie Estella Simons van Huygensinstituut